# Malthopsis retifera
Malthopsis retifera is een straalvinnige vissensoort uit de familie van de vleermuisvissen (Ogcocephalidae). De wetenschappelijke naam van de soort is voor het eerst geldig gepubliceerd in 2009 door Ho, Prokofiev & Shao.